# Czeremosz (kompleks skoczni)
Czeremosz (ukr. Черемош) - kompleks skoczni narciarskich w miejscowości Wierchowina na Ukrainie.

## Historia
Wierchowina jest jednym z niewielu miejsc na Ukrainie, gdzie skoki narciarskie są wciąż żywe. Skocznie narciarskie zostały zbudowane w okresie ZSRR.
W 2003 obiekty sportowe na terenie skoczni Czeremosz w Wierchowinie zostały uznane jako jeden z olimpijskich ośrodków przygotowania ukraińskich sportowców zimowych.
W roku 2010 został opublikowany projekt całkowitej przebudowy kompleksu Czeremosz. Zawiera on przebudowę skoczni o punktach konstrukcyjnych 10, 20 i 50 m oraz przesunięto punktu konstrukcyjnego z 70 na 90 m. Szacunkowe koszty to około 4 mln euro. Prace na dwóch wzgórzach najmniejszych rozpoczęła się w tym samym roku, a zakończyła się w październiku, kiedy tradycyjne startuje "Puchar Hucułów" dla młodych sportowców. Ponadto została odnowiona wieża sędziowska i całkowicie został zbudowany nowy, niewielki hostel z pomieszczeniami mieszkalnymi i salami lekcyjnymi dla sportowców. Obie skocznie zostały oficjalnie otwarte w styczniu 2011 roku.
W ostatnich latach obserwuje się coroczne turnieje o Puchar Trzech Skoczni, podobne do Turnieju Czterech Skoczni, które zostały zorganizowane w Wierchowinie, Nadwórnej i Worochcie. Najbardziej utytułowanym zawodnikiem z Wierchowiny jest Wołodymyr Boszczuk, który jest jednym z zaledwie czterech ukraińskich skoczków, którzy kiedykolwiek zdobył punkty w Pucharze Świata w skokach narciarskich.